# Xã Alleghany, Quận Ransom, Bắc Dakota
Xã Alleghany (tiếng Anh: Alleghany Township) là một xã thuộc quận Ransom, tiểu bang Bắc Dakota, Hoa Kỳ. Năm 2010, dân số của xã này là 55 người.